# Mazar-e Sharif
Mazar-e Sharif (dari och pashto: مزار شریف) är huvudstad i provinsen Balkh i norra Afghanistan. Den är landets fjärde största stad, med en beräknad folkmängd på cirka 471 000 invånare 2018. Det dominerande språket i staden är dari.
Mazar-e Sharif var ursprungligen en förort till staden Balkh (tidigare Baktra). Namnet är persiskt och betyder Den ädles grav. Staden är av särskild religiös betydelse för shiamuslimer, som menar att Ali, den förste imamen, är begravd i Blå moskén.
Under 1990-talet var Mazar-e Sharif i flera år ett fäste för motståndsgrupper mot talibanernas styrkor. Mellan maj och juli 1997 försökte talibanerna ta kontroll över staden, men misslyckades. De lyckades inta staden först den 8 augusti 1998 och dödade då uppskattningsvis 10 000 civila, mestadels hazarer.
Den 9 november 2001 återerövrades staden av norra alliansen efter svåra strider med hjälp från USA.
Den svenska truppinsatsen i Afghanistan var stationerad här på Camp Northern Lights, som ett tag inhyste runt 700 män och kvinnor (sidobasen i Sheberghan inräknad). Även finska officerare och soldater i samma PRT (Provincial Reconstruction Team) var förlagda här. År 2014 avvecklades Camp Northern Lights och den svensk-finska styrkan minskades till att omfatta ett 30-tal officerare och soldater i en rådgivningsstyrka inom Resolute Support Mission, ISAF-styrkans efterföljare.